# Djebel el-Druze
Ne doit pas être confondu avec État des Druzes.
 (août 2015).
Si vous disposez d'ouvrages ou d'articles de référence ou si vous connaissez des sites web de qualité traitant du thème abordé ici, merci de compléter l'article en donnant les références utiles à sa vérifiabilité et en les liant à la section « Notes et références ».
Le djebel el-Druze (جبل الدروز littéralement « Montagne des Druzes » appelée aussi djebel el-Arab جبل العرب) est un massif de montagnes de Syrie culminant à une altitude de 1 803 mètres au Tell Qeni. Il se trouve dans le Sud de la Syrie, dans le gouvernorat de Soueïda. Le massif est enneigé en hiver, ce qui est atypique dans cette région. La plupart des habitants de cette région sont des Druzes, de petites communautés chrétiennes vivent également dans les montagnes.
Les montagnes ont servi de base arrière aux insurgés pendant la grande révolte syrienne de 1925.

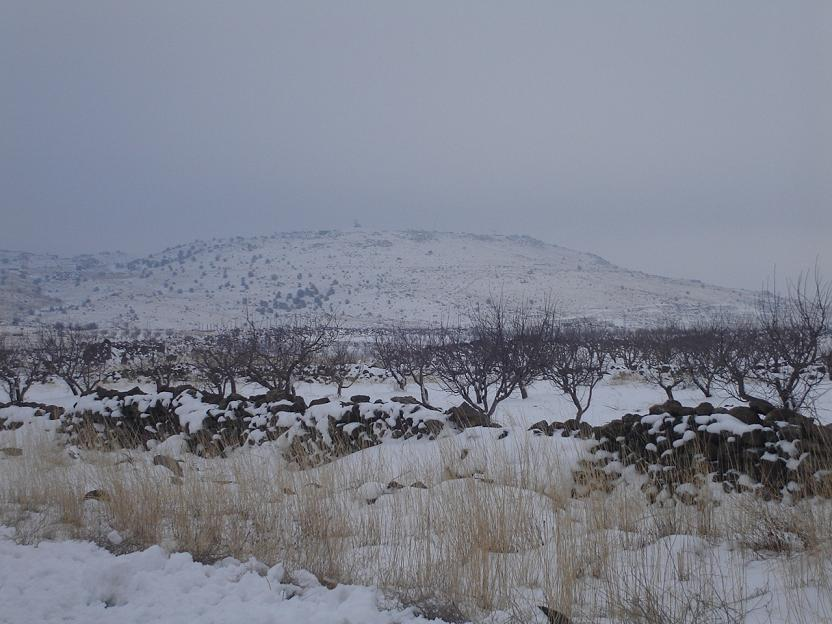
Le Tell Qeni enneigé.